# Спомен-биста Елефтериосу Венизелосу у Београду
Спомен-биста Елефтериосу Венизелосу је споменик у Београду. Налази се на зеленој површини коју чине улице Венизелосова, Војводе Добрњца и Цариградска у општини Стари град.
Споменик је подигнут на постаменту одлуком Града Београда 2004. године, а средствима националног Удружења „Елефтериос Венизелос” из Ханиона на Криту. На табли испод бисте, на српском и грчком језику пише:
„ЕЛЕФТЕРИОС ВЕНИЗЕЛОС 1864—1936

Велики политичар Грчке, утемељивач грчко-српског пријатељства”.
Елефтериос Венизелос (грч. Ελευθέριος Βενιζέλος; Ханија, Крит, 23. август 1864 — Париз, 18. март 1936) је био један од најзначајнијих политичара у модерној Грчкој историји. Био је председник Владе Грчке укупно 12 година.